# Józef Płatek
Józef Płatek (właśc. Stanisław Płatek; ur. 8 maja 1936 w Damicach blisko Krakowa) – polski duchowny rzymskokatolicki, paulin, doktor teologii moralnej, kaznodzieja, przeor klasztoru paulinów na Jasnej Górze, w Warszawie i Krakowie, dwukrotny generał Zakonu Świętego Pawła Pierwszego Pustelnika oraz rektor Wyższego Seminarium Duchownego Paulinów w Krakowie.

## Życiorys
Stanisław Płatek pochodzi z diecezji kieleckiej, z parafii Matki Bożej Szkaplerznej w Naramie, leżącej niedaleko Krakowa. W rodzinnej wsi Damice ukończył siedmioklasową szkołę powszechną, a następnie czteroletnie Gimnazjum im. Augustyna Kordeckiego Zakonu Paulinów na Skałce w Krakowie przy ulicy Skałecznej. Po egzaminie maturalnym, który zaliczył w trybie eksternistycznym, idąc za głosem powołania wstąpił do zakonu paulinów. Roczny nowicjat odbył w klasztorze w Żarkach-Leśniowie, składając śluby zakonne 13 sierpnia 1953 oraz przyjmując imię zakonne Józef. Następnie w latach 1954–1960 odbył studia filozoficzno-teologiczne w Metropolitalnym Seminarium Duchownym w Warszawie, po których przyjął 11 czerwca 1960 z rąk bp. Zdzisława Golińskiego na Jasnej Górze święcenia kapłańskie. Został wysłany na studia uzupełniające z zakresu teologii moralnej w Akademii Teologii Katolickiej w Warszawie w okresie 1963–1969, które ukończył doktoratem.
Był wykładowcą teologii moralnej w Wyższym Seminarium Duchownym Paulinów na Skałce w Krakowie, a także w Instytucie Teologicznym Księży Misjonarzy na Stradomiu w Krakowie w okresie 1969–1975.
Pełnił obowiązki rektora Wyższego Seminarium Duchownego Paulinów w okresie 1969–1972, oraz przeora klasztorów w Warszawie, Krakowie i na Jasnej Górze (1975–1977). Będąc przeorem w stolicy organizował piesze pielgrzymki z Warszawy na Jasną Górę, a będąc przeorem na Skałce przyczynił się do restauracji kościoła paulińskiego św. Michała Archanioła i św. Stanisława Biskupa. Przez dwie kadencje w okresie 1978–1990 wybierano go na generała zakonu paulinów. Trzykrotnie w latach 1979, 1983 i 1987 przyjmował na Jasnej Górze pielgrzymującego po Polsce papieża Jana Pawła II, późniejszego świętego. Po apelu jasnogórskim 19 czerwca 1983 otrzymał do depozytu z rąk papieża przestrzelony pas sutanny pochodzący z 13 maja 1981, kiedy to chciano targnąć się na jego życie podczas audiencji generalnej w Rzymie, a który po jego decyzji został później złożony 4 czerwca 2004 przy cudownym obrazie jasnogórskim. 29 maja 1988, w uroczystość Trójcy Przenajświętszej dokonał intronizacji kopii jasnogórskiej Bogarodzicy, wykonanej przez Annę Marię Torwirt z Torunia (poświęconej 12 czerwca 1987 przez papieża Jana Pawła II na Jasnej Górze) dla paulińskiego kościoła Trójcy Świętej i Matki Bożej Częstochowskiej w Mochowie, w diecezji opolskiej.
W swoim życiu – jak sam przyznaje – poznał poza papieżem św. Janem Pawłem II, również inne świątobliwe osoby, m.in. św. Matkę Teresę z Kalkuty czy błogosławionego kard. Stefana Wyszyńskiego. Poza tym był również wychowawcą kleryków paulińskich w Krakowie.

## Publikacje
Jest autorem kilkunastu publikacji książkowych oraz wielu artykułów o problematyce historycznej i teologicznej, w większości dotyczącej zakonu paulinów.
- Jan Paweł II (zebrał i przygotował Józef Stanisław Płatek): Jasnogórskie nauczanie Jana Pawła II. Częstochowa: Kuria Generalna Zakonu Paulinów, 1985. OCLC 68678668. Brak numerów stron w książce
- Józef Stanisław Płatek, Jasnogórski Pielgrzym – Jan Paweł II, Częstochowa: Nakładem Paulinów, 1986, OCLC 958876952. Brak numerów stron w książce
- Józef Stanisław Płatek, Przełożeni generalni Zakonu św. Pawła Pierwszego Pustelnika, Częstochowa: Zakon Paulinów, 1988, OCLC 894959701. Brak numerów stron w książce
- Józef Stanisław Płatek, Sanktuarium Matki Bożej Patronki Rodzin w Leśniowie, Rzym: Wydawnictwo Zakonu Paulinów, 1989, OCLC 750964686. Brak numerów stron w książce
- Józef Stanisław Płatek, Początki Zakonu Św. Pawła Pierwszego Pustelnika. Źródła duchowości Zakonu św. Pawła Pierwszego Pustelnika, Częstochowa. Jasna Góra 1989. Brak numerów stron w książce
- Józef Stanisław Płatek, Dziewictwo, celibat, konsekracja, Częstochowa: Wyd. Paulinianum, 1994, ISBN 978-83-901810-2-8, OCLC 751186511. Brak numerów stron w książce
- Józef Stanisław Płatek, Sprawowanie sakramentu pokuty i pojednania, Częstochowa: Wyd. Paulinianum, 1996. Brak numerów stron w książce
- Józef Stanisław Płatek, Sam na sam z Bogiem: rozważania rekolekcyjne dla osób konsekrowanych, Częstochowa: Wyd. Paulinianum, 1997, ISBN 83-87055-05-0, OCLC 751447782. Brak numerów stron w książce
- Józef Stanisław Płatek, Anna Mlekodaj, Okrusyna casu jak okrusyna chleba: postać Prymasa Tysiąclecia Stefana Wyszyńskiego i Ojca Świętego Jana Pawła II na tle dziejów parafii Bachledówka i wsi Czerwienne, Czerwienne-Bachledówka: Katolicka Szkoła Podstawowa z Oddziałami Integracyjnymi im. Stefana Kardynała Wyszyńskiego, 1999. Brak numerów stron w książce
- Józef Stanisław Płatek, W drodze do Boga: zamyślenia rekolekcyjne, Częstochowa: Wyd. Paulinianum, 2000, ISBN 83-87055-28-X, OCLC 749589665. Brak numerów stron w książce
- Józef Płatek, Ireneusz Pożarowszczyk, Piotr Polek, Ceremoniał Zakonu Świętego Pawła Pierwszego Pustelnika, Częstochowa: Wyd. Paulinianum, 2002, ISBN 83-87055-55-7, OCLC 749591225. Brak numerów stron w książce
- Józef Stanisław Płatek, Dzieje paulinów XX wieku: życie i działalność, Częstochowa: Wyd. Paulinianum, 2003, ISBN 83-87055-64-6, OCLC 749507929. Brak numerów stron w książce
- Józef Stanisław Płatek, I nic nad Boga. Rozważania rekolekcyjne, Częstochowa: Wyd. Paulinianum, 2007, ISBN 978-83-89843-23-4, OCLC 1034633423. Brak numerów stron w książce[10]
- Stefan Jan Rożej, Józef Płatek, Krzysztof Świertok, Nowicjat w Leśniowie, Sandomierz – Żarki: Wydawnictwo Diecezjalne i Drukarnia w Sandomierzu, 2008 (Biblioteka Leśniowska, nr 17), ISBN 978-83-7300-935-6, OCLC 297558760. Brak numerów stron w książce
- Józef Stanisław Płatek, Wybrane zagadnienia z historii i duchowości paulinów, Częstochowa: Wyd. Paulinianum, 2009, ISBN 978-83-89843-50-0, OCLC 751287894. Brak numerów stron w książce
- Christian Parma, Józef Stanisław Płatek, Kościoły i domy Paulinów w Polsce na początku XXI wieku, Marki: Wydawnictwo Parma Press, 2009, ISBN 978-83-89843-48-7, OCLC 751528931. Brak numerów stron w książce
- Józef Stanisław Płatek, Pójdźcie wy sami osobno na miejsca pustynne. Rozważania rekolekcyjne dla kapłanów i osób konsekrowanych, Częstochowa: Wyd. Paulinianum, 2015, ISBN 978-83-63614-68-3, OCLC 1273290672. Brak numerów stron w książce[11][12]